# Венцкене, Неринга
Неринга Венцкене (лит. Neringa Venckienė; род. 21 мая 1971, Каунас) — литовский политический деятель, депутат Сейма Литвы в 2012—2014 гг. Согласно ряду утверждений, была причастна к разоблачению сети педофилов с участием высокопоставленных чиновников. Получив угрозы физической расправы, бежала в США в 2013 году и попросила политического убежища. В ноябре 2019 года ее экстрадировали обратно в Литву, где она ожидает суда.

## Детство и образование
Венцкене родилась как Неринга Кедите в Каунасе, Литовская Советская Социалистическая Республика, в 1971 году.
В 1989 году с отличием окончила Гарлявскую 1-ю среднюю школу. С 1989 по 1995 годы училась на юридическом факультете Вильнюсского университета. С 2005 года получила докторскую степень в Университете Миколаса Ромериса.
С 1995 по 1999 год Венцкене работала юристом в Литовском сельскохозяйственном университете (ныне Академия сельского хозяйства университета Витовта Великого). С 1999 по 2007 год работала судьей Каунасского районного суда, а с 2007 по 2012 год работала судьей кассационной инстанции Каунасского областного суда.

## Дело Драсюса Кедиса
У брата Венцкене, Драсюса Кедиса (1972 г.р.), и его бывшей подруги Лаймуте Станкунайте (1986 г.р.) в феврале 2004 года родилась внебрачная дочь Дейманте Кедите. В 2006 году пара разошлась, девочка осталась жить с матерью. Позже она передала опеку отцу, заявив, что не может позволить себе заботиться о ребенке.
29 ноября 2008 года Кедис подал официальную жалобу в полицию, в которой утверждал, что Андрюс Осас, советник спикера парламента, заплатил Станкунайте за изнасилование его дочери. На этом основании в декабре 2008 года Кедис получил полную опеку над своей дочерью без права посещения Станкунайте, но суды неоднократно подтверждали, что у Станкунайте нет никаких оснований для ответа, тем самым отклоняя обвинения Кедиса против его бывшей девушки как необоснованные. Тем не менее, досудебное расследование в отношении Осаса продолжалось. В феврале 2009 года Кедис снова выдвинул обвинения против Виолетты Нарушявичене, сестры Станкунайте, утверждая, что она позволила мужчинам приставать к его четырёхлетней дочери. В июле 2009 года Кедис также обвинил районного судью Йонаса Фурманавичюса и неустановленного лица, известного только как Айдас, в домогательствах. Все эти люди (за исключением неопознанного Айдаса) заявили о своей невиновности и, в свою очередь, обвинили Кедиса в клевете и угрозах убийством.
В 2009 году, разочарованный отсутствием прогресса в официальном расследовании и убеждённый в том, что дело намеренно замораживают, Кедис разослал литовским политикам, СМИ и правоохранительным органам около 200 DVD, на которых были записаны самодельные видеозаписи откровенных показаний своей дочери против трех «дядюшек». Он пообещал разослать версию с субтитрами членам Европейского парламента. Многие источники критиковали Кедиса, который выступал в роли оператора, за то, что он задавал своей дочери наводящие вопросы и серьёзно редактировал фильм (он содержит около 50 сегментов, взятых из девяти разных записей).
Четыре отдельные комиссии определили, что показания девушки правдивы. Некоторые критики утверждали, что Кедис научил девушку давать ложные показания.
5 октября 2009 года в Каунасе были застрелены Фурманавичюс и Нарушявичене. Кедис стал главным подозреваемым. В тот же день был объявлен общенациональный розыск Кедиса, за которым вскоре последовало объявление о международном розыске, поскольку считалось, что он покинул страну вскоре после убийств. Слепому другу Кедиса Раймундасу Иванаускасу и его жене Эгле Бараускайте предъявлено обвинение в соучастии в убийстве. В 2016 году Бараускайте была признана невиновной, Иванаускас признан виновным и приговорён к 8 годам лишения свободы.
Опека над девочкой перешла к сестре Кедиса Неринге Венцкене.
История вызвала бурю негодования в Литве, большая часть общественности встала на сторону Кедиса: в общественном сознании это дело рассматривалось в основном как бесполезные попытки отца добиться справедливости и защитить свою дочь. Другие сомневались, действительно ли убийства были совершены по заказу самого Кедиса.
В феврале 2010 года генеральный прокурор Альгимантас Валантинас подал в отставку из-за публичной критики того, как он вёл дело Кедиса.
После шести месяцев поисков тело Друсюса Кедиса было найдено около Каунасского водохранилища 20 апреля 2010 года. Согласно официальному сообщению, причиной смерти стало «подавление собственной рвотой» в состоянии сильного алкогольного опьянения. Однако его родственники были уверены, что Кедиса убили, указав на раны на его теле и на то, что на месте происшествия не было обнаружено рвоты.
24 апреля тело Кедиса похоронили на кладбище Йонучяй. По данным различных СМИ, на церемонии присутствовали от шести до десяти тысяч человек со всей страны.
В мае 2010 года суд передал девочку её матери Станкунайте. Возмущенные таким решением, по разным данным, до 2000 человек окружили дом Венцкене и не пропустили полицию.
Исасу, главному подозреваемому в деле о педофилии, было официально предъявлено обвинение в сексуальных домогательствах к несовершеннолетней. Однако в июне 2010 года он был найден мёртвым. По данным полиции, он упал со своего вездехода и утонул в воде глубиной около 20 см. Смерть была признана несчастным случаем. Судебное дело против Исаса продолжалось. В ноябре 2012 года суд признал его невиновным.
После продолжающихся протестов и демонстраций суд отменил свое решение о передаче опеки над девочкой матери. Но в 2011 году опека снова была передана биологической матери. Бдение возле дома Венцкене началось снова.
23 марта 2012 года полиция окружила дом и попыталась силой задержать девочку, которая отказалась ехать. Неудачную попытку транслировали по национальному телевидению. Люди были возмущены кадрами, на которых мать и её телохранитель пытались оттащить кричащую девочку от бабушки. Эта попытка была остановлена службами защиты детей, заявив, что она травмировала ребенка. После 23 марта у девочки развилось посттравматическое стрессовое расстройство.
В 6 часов утра 17 мая 2012 года 240 полицейских пришли в дом Венцкене. Полиция перекрыла дороги, закрыла местную школу и заблокировала двухмильный периметр вокруг дома Венцкене. Протестующих отвели в сторону, 39 из них арестованы. Полиция применила резиновые палки, электрошокер, полицейских собак, слезоточивый газ и резиновые пули. После неудачной попытки проникнуть в дом через главный вход полицейские разбили боковую стеклянную дверь. Полиция выключила камеры видеонаблюдения в доме.
После того, как девочку забрала полиция, кадры полицейской операции стали вирусными. Около 200 человек спонтанно вышли на акцию протеста у Президентского дворца в Вильнюсе. Меньшие по численности протесты произошли и в других городах Литвы.
Президент Даля Грибаускайте обратилась к народу с просьбой расследовать вопрос о применении силы против девочки.
19 мая, по разным данным, 1000-5000 сторонников Венцкене провели акцию протеста у Президентского дворца в Вильнюсе. В тот же день президент посетила саммит НАТО в Чикаго. Несколько сотен американцев литовского происхождения окружили машину Грибаускайте и не пропустили её.
26 мая несколько тысяч сторонников Венцкене прошли маршем от здания Сейма к Президентскому дворцу.
Массовые протесты продолжались несколько месяцев.